# Anneliese van der Pol
Anneliese Louise van der Pol (Naaldwijk, Holanda do Sul, 23 de Setembro de 1984) é uma atriz, cantora e dançarina neerlando-estadunidense, que ficou conhecida por interpretar Chelsea Daniels no seriado norte-americano That's so Raven e Raven's Home, hoje Anneliesse se dedica a sua carreira teatral.

## Biografia
Anneliese (pronuncia-se AH-na-LEE-zah) transladou-se de Amsterdã para os Estados Unidos em 1987, juntamente com a família. Graduou-se no programa de teatro musical do The Orange County High School of the Arts, onde seu talento foi bem respeitado entre os instrutores e estudantes.
Ficou conhecida por seu papel Chelsea Daniels na série de sucesso do Disney Channel That's so Raven (br: As Visões da Raven / pt: Raven), na qual deu vida a divertida personagem Chelsea, a melhor amiga de Raven, de 2003 a 2007.
Os destaques de sua experiência da escola incluem a recepção do título "Menina Mais Engraçada" por ter ganho uma suspensão pela violação do código de vestuário.
Seu desempenho foi criticamente aclamado como Eva Peron na produção Evita no Buena Park Civic Theatre em 1999. Ganhou também um lugar na História como a atriz mais nova (na idade de 15 anos) a atuar no papel principal em uma produção profissional.
Atualmente se dedica a carreira teatral, onde ganhou grande destaque no papel de Bela na peça A Bela e a Fera, na Broadway em Nova York.
Em 2010 Anneliese Van der Pol atuou no filme de parodia Vampires Suck (br: Os Vampiros que se Mordam) e fez diversos episódios da serie educativa Shalom Sesame (br: vila sésamo).
No Brasil, a atriz teve duas dubladoras distintas: Luciana Baroli, de São Paulo, em Bratz: O Filme, e Flávia Saddy em As Visões da Raven, no Rio de Janeiro.

## Filmografia
| Ano         | Título                                 | Personagem      | Notas                                         |
| ----------- | -------------------------------------- | --------------- | --------------------------------------------- |
| 2002        | Divorce: The Musical                   | Chelsea Weber   | Filme Independente                            |
| 2003        | Express Yourself                       | Ela mesma       | Comercial de TV                               |
| 2003 - 2007 | That's So Raven                        | Chelsea Daniels | Protagonista                                  |
| 2006        | That's So Suite Life of Hannah Montana | Chelsea Daniels | Crossover                                     |
| 2005        | Totally Suite New Year's Eve           | Ela mesma       | Especial Disney Channel                       |
| 2005        | Horror High                            | Rachel          | Coadjuvante                                   |
| 2006        | Kim Possible                           | Heather (Voz)   | Série animada                                 |
| 2007        | Bratz: The Movie                       | Avery           | Co- protagonista (Cinema)                     |
| 2010        | Vila Sésamo                            | Ela mesma       | Elenco principal fixo                         |
| 2010        | Os Vampiros que se Mordam              | Jennifer        | Co-protagonista (Cinema)                      |
| 2011        | No Ritmo                               | Ronnie          | Participação especial                         |
| 2011        | Friends With Benefits                  | Beth            | 2 episódios                                   |
| 2016        | Cats Dancing on Jupiter                | Dayna           | Co-Protagonista                               |
| 2017        | Shane and Friends                      | Ela mesma       | Episódio: Anneliese van der Pol               |
| 2018        | 5 Weddings                             | Whitney Simmons | Coadjuvante                                   |
| 2017- 2021  | Raven's Home                           | Chelsea Daniels | Protagonista                                  |
| 2020        | Bunk'd                                 | Chelsea Deniels | 2 episódios                                   |
| 2021        | Family Feud                            | Ela mesma       | Episódio 64: Mixed-ish vs Disney Channel Moms |
| 2024        | Big Name B*tches                       | Ela mesma       | Apresentadora                                 |

## Teatro
| Teatro      | Teatro                          | Teatro                  | Teatro |  |
| Ano         | Teatro                          | Personagem              | Observações e Anotações. |  |
| ----------- | ------------------------------- | ----------------------- | --- |  |
| 1990        | The Sleeping Beauty Ballet      | Little Red Riding Hood  | |  |
| 1991        | The Glory of Christmas          | Soloist                 | |  |
| 1991        | The Sound of Music              | Brigitta                | |  |
| 1991        | The Will Rogers Follies         | Mary Rogers             | |  |
| 1996        | Eleanor, An American Love Story | Young Eleanor Roosevelt | |  |
| 1997        | Catch a Falling Star            | Sheree                  | |  |
| 1998        | Murphy's Law                    | Kelly                   | |  |
| 1999        | Fiddler on the Roof             | Chava                   | |  |
| 1999        | Grease                          | Sandy                   | Won - Bobbi Award - "Melhor Atriz em Musical"                                                                                    |  |
| 1999        | Beguiled Again                  | Principal               | |  |
| 1999        | Evita                           | Eva "Evita" Peron       | Atriz mais jovem na história a jogar papel na produção profissional (15)                                                         |  |
| 2000        | Oklahoma!                       | Laurey                  | Indicada - B. Iden Payne Award - "Melhor Atriz em um Musical" Indicada - 'Austin Critics Table Award - "Melhor Atriz em Musical" |  |
| 2002        | The Nutcracker                  | Clara                   | |  |
| 2002        | Copelia                         | Copelia                 | |  |
| 2007        | Beauty and the Beast            | Belle                   | |  |
| 2008 & 2009 | Vanities, A New Musical         | Kathy                   | Won - StaceSceneLA.com Outstanding Achievement em 2008 / 9 - Outstanding Achievement por Melhor Atriz (Musical)                  |  |
| 2009        | Meet Me in St. Louis            | Esther                  | |  |
| 2012        | The Heiress                     | Marion Almond           | |  |
| 2012        | Emma                            | Emma Woodhouse          | |  |
| 2013        | The Importance Of Being Earnest | Gwendolyn Fairfax       | |  |
| 2013        | Ghostlight A New Musical        | Olive Thomas            | |  |
| 2014        | Thoroughly Modern Millie        | Millie Dillmount        | |  |
| 2016        | 54 Below                        | Ela mesma               | Concerto |  |
| 2020        | Stars in the House              | Ela mesma               | |  |
| 2022-2024   | Broadway Princess: The Concert  | Ela mesma               | Tour Mundial |  |

### Programas
| Ano  | Título               | Notas          |
| ---- | -------------------- | -------------- |
| 2006 | Disney Channel Games | Disney Channel |
| 2024 | Big Name B*tches     | Apresentadora  |

## Discografia
Gravações com o Elenco
| Ano  | Título                                         | Gravadora         |
| ---- | ---------------------------------------------- | ----------------- |
| 2009 | Vanities Cast Recording (Kathy) (Off-Broadway) | Sh-K-Boom Records |
| 2012 | For the Record: Tarantino                      | LML Music         |

### Trilhas sonoras
| Ano  | Música                                                                            | Álbum                     | Gravadora           |
| ---- | --------------------------------------------------------------------------------- | ------------------------- | ------------------- |
| 2012 | "Stand Tall"                                                                      | Pride the Movie - Single  | O'Lloyd Records     |
| 2006 | That's So Raven Theme Song (com Raven-Symoné) e Orlando Brown                     | That's So Raven           | Walt Disney Records |
| 2006 | It Don't Mean A Thing If It Ain't Got That Swing (com Della Reese e Raven-Symoné) | That's so Raven           | Walt Disney Records |
| 2006 | A Day In The Sun                                                                  | That's So Raven Too!      | Walt Disney Records |
| 2006 | Friends (com Raven-Symoné)                                                        | That's So Raven Too!      | Walt Disney Records |
| 2006 | Were Gonna Be Okay                                                                |                           | Walt Disney Records |
| 2006 | Let's Stick Together (com Kyle Massey e Raven-Symoné)                             | That's So Raven Too!      | Walt Disney Records |
| 2006 | Candle On The Water                                                               | DisneyMania 4             | Walt Disney Records |
| 2006 | A Dream Is A Wish Your Heart Makes (Disney Channel Circle of Stars)               | DisneyMania 4             | Walt Disney Records |
| 2004 | Alone in the Hallways                                                             | That's so Raven           | Walt Disney Records |
| 2004 | Over It                                                                           | Presas no Subúrbio        | Walt Disney Records |
| 2003 | The Circle Of Life (Disney Channel Circle of Stars)                               | DisneyMania 2             | Walt Disney Records |
| 1999 | Winter Wonderland" (com Desi Arnaz Jr)                                            | The Children of Christmas | Jason Williams      |